# 平凉专区
平凉专区是1949年到1969年10月存在于中国甘肃省的一个专区。

## 历史沿革
- 1951年4月，平凉分区更名为平凉专区，治所在平凉县，辖平凉、华亭、灵台、泾川、崇信、静宁、庄浪、固原、西吉、海原、隆德、化平12县。
- 1953年5月11日泾源县改为泾源回族自治区（1955年3月24日改为泾源回族自治县）；同年10月29日，西吉、海原、固原从平凉析出另成立甘肃省西海固回族自治区（专区级）。
- 1955年10月10日，庆阳专区并入平凉专区。辖平凉市及平凉、华亭、泾川、灵台、崇信、静宁、隆德、泾源、庆阳、镇原、宁县、正宁、合水、环县、华池16个县（市）。1956年1月，庄浪县划归平凉专区。
- 1958年3月，隆德县、泾源县划归宁夏回族自治区；4月4日，崇信县并入华亭县；12月20日，庄浪县并入静宁县，灵台县并入泾川县；撤华亭县，其境分别划属平凉市和泾川县，平凉县并入平凉市。
- 1961年11月25日，恢复庆阳专区，原所辖7县一并从平凉专区析出。12月15日，恢复华亭、灵台、庄浪和崇信县建制；
- 1964年6月5日，平凉市改为平凉县。1969年10月1日，改平凉专区为平凉地区。
- 1983年7月，撤销平凉县，恢复平凉市。至此，平凉地区辖平凉、华亭、泾川、灵台、崇信、静宁、庄浪7县（市）。
- 2002年6月，撤销平凉地区和县级平凉市，设正地级平凉市和县级崆峒区。